# ابن قیسرانی
محمّد بن نَصر شهرت‌یافته به ابن قَیسَرانی (۱۰۸۵م - ۱۱۵۳م) (نسب: ابوعبدالله محمد بن نصر بن شاغر بن داغر) ادیب و شاعر عربی فلسطینی بود.